# 名古屋グランプリ
名古屋グランプリ（なごやグランプリ）は、愛知県競馬組合が名古屋競馬場ダート2100mで施行する地方競馬の重賞競走（ダートグレード競走）である。格付けはJpnII。農林水産省が賞を提供しているため、正式名称は農林水産大臣賞典 名古屋グランプリと表記される。

## 概要
2001年にダートグレード競走として創設。同年に中央・地方全国交流競走から外された東海菊花賞を継承している。コース・距離は第1回から第21回まで変わらず、名古屋競馬場ダート2500mであったが、2022年からは名古屋競馬場の移転に伴いダート2100mに変更された。
ダート2100mの施行距離は、現在行われているダートグレード競走ではダイオライト記念(ダート2400m)に次ぎ、川崎記念、エンプレス杯、白山大賞典と並び2番目に長い。第21回までの施行距離であったダート2500mは、第1回が開催された2001年から第21回が開催された2021年まで一貫してダートグレード競走としては最長の距離であった。
中央勢が圧倒的有利なレースであり、地方勢は第1回のミツアキサイレンス（笠松）以来優勝がない。連対も2006年第6回のレッドストーン（愛知）まで、3着も2007年第7回のチャンストウライ（兵庫）までと苦戦を強いられていたが、2016年第16回でカツゲキキトキト（愛知）が久々に健闘した。
2024年より古馬中距離路線のローテーション整備の一環で、時期を5月上旬に変更し、出走条件が4歳以上に変更されることになった。その一方で、名古屋大賞典が12月開催に移動し、かつ3歳以上のハンデキャップ競走となるため、実質的に本競走と開催時期・出走条件が入れ替わる形となる。

### 条件・賞金（2025年）
出走資格
サラブレッド系4歳以上、JRA・地方所属。
- 東海菊花賞の優勝馬に優先出走権がある。

負担重量
別定
- 基本重量は57kg、牝馬2kg減
- 本年5月1日以前のGI（JpnI）競走優勝馬は2kg増、GII（JpnII）競走優勝馬は1kg増（2歳時の成績は対象外）

賞金額
1着4,000万円、2着1,400万円、3着800万円、4着600万円、5着400万円、6着以下40万円。
副賞
農林水産大臣賞、日本中央競馬会理事長賞、日本馬主協会連合会長奨励賞、地方競馬全国協会理事長賞、（一社）日本地方競馬馬主振興協会会長賞、（一社）愛知県馬主協会会長賞、愛知県競馬組合管理者賞、開催執務委員長賞、NAR生産牧場賞。

## 歴史
- 2001年 - ダートグレード競走（GII）として創設、名古屋競馬場のダート2500mで施行。
- 2005年 - 大雪のため開催中止。
- 2007年 - 国際セリ名簿基準委員会（ICSC）の勧告に伴い、格付表記をJpnIIに変更。
- 2010年 - 所属別出走枠が東海地区3頭、JRA5頭に変更。
- 2022年 - 名古屋競馬場の移転に伴い、施行距離をダート2100mに変更。
- 2024年 - 「全日本的なダート競走の体系整備」に伴い、施行時期を5月上旬に、出走条件を4歳以上にそれぞれ変更。
- 2025年
  - 基本重量が56kgから1kg増え57kg（牝馬2kg減）に変更。
  - 売得金額が名古屋競馬における1競走の売り上げレコードとなる16億4324万100円を記録[4]。

### 歴代優勝馬
第1回から第21回までは名古屋競馬場（旧）ダート2500m、第22回は名古屋競馬場ダート2100mで施行。
| 回数   | 施行日         | 優勝馬             | 性齢           | 所属           | タイム         | 優勝騎手       | 管理調教師     | 馬主                           |
| ------ | -------------- | ------------------ | -------------- | -------------- | -------------- | -------------- | -------------- | ------------------------------ |
| 第1回  | 2001年12月24日 | ミツアキサイレンス | 牡4            | 笠松           | 2:43.7         | 川原正一       | 粟津豊彦       | 山本光明                       |
| 第2回  | 2002年12月23日 | アッパレアッパレ   | 牡3            | JRA            | 2:42.1         | 武豊           | 田中章博       | 小田切有一                     |
| 第3回  | 2003年12月23日 | リージェントブラフ | 牡7            | JRA            | 2:41.3         | 吉田豊         | 大久保洋吉     | 大原詔宏                       |
| 第4回  | 2004年12月23日 | ワイルドソルジャー | 牡3            | JRA            | 2:44.5         | 岡部幸雄       | 作田誠二       | 小川勲                         |
| 第5回  | 2005年12月23日 | 降雪のため中止     | 降雪のため中止 | 降雪のため中止 | 降雪のため中止 | 降雪のため中止 | 降雪のため中止 | 降雪のため中止                 |
| 第6回  | 2006年12月20日 | ヴァーミリアン     | 牡4            | JRA            | 2:44.3         | C.ルメール     | 石坂正         | （有）サンデーレーシング       |
| 第7回  | 2007年12月24日 | フィールドルージュ | 牡5            | JRA            | 2:41.0         | 横山典弘       | 西園正都       | 地田勝三                       |
| 第8回  | 2008年12月23日 | ワンダースピード   | 牡6            | JRA            | 2:45.8         | 小牧太         | 羽月友彦       | 山本信行                       |
| 第9回  | 2009年12月23日 | マコトスパルビエロ | 牡5            | JRA            | 2:44.2         | 安藤勝己       | 鮫島一歩       | 眞壁明                         |
| 第10回 | 2010年12月23日 | ワンダースピード   | 牡8            | JRA            | 2:46.6         | 小牧太         | 羽月友彦       | 山本信行                       |
| 第11回 | 2011年12月23日 | ニホンピロアワーズ | 牡4            | JRA            | 2:45.6         | 酒井学         | 大橋勇樹       | 小林百太郎                     |
| 第12回 | 2012年12月24日 | エーシンモアオバー | 牡6            | JRA            | R2:40.3        | 岡部誠         | 沖芳夫         | （株）栄進堂                   |
| 第13回 | 2013年12月25日 | シビルウォー       | 牡8            | JRA            | 2:43.3         | 内田博幸       | 戸田博文       | （有）社台レースホース         |
| 第14回 | 2014年12月23日 | エーシンモアオバー | 牡8            | JRA            | 2:43.5         | 岡部誠         | 沖芳夫         | （株）栄進堂                   |
| 第15回 | 2015年12月23日 | アムールブリエ     | 牝4            | JRA            | 2:45.7         | 浜中俊         | 松永幹夫       | 前田幸治                       |
| 第16回 | 2016年12月15日 | アムールブリエ     | 牝5            | JRA            | 2:41.7         | C.ルメール     | 松永幹夫       | 前田幸治                       |
| 第17回 | 2017年12月14日 | メイショウスミトモ | 牡6            | JRA            | 2:43.5         | 古川吉洋       | 南井克巳       | 松本好雄                       |
| 第18回 | 2018年12月24日 | チュウワウィザード | 牡3            | JRA            | 2:40.7         | 川田将雅       | 大久保龍志     | 中西忍                         |
| 第19回 | 2019年12月19日 | デルマルーヴル     | 牡3            | JRA            | 2:42.4         | 岡部誠         | 戸田博文       | 浅沼廣幸                       |
| 第20回 | 2020年12月10日 | マスターフェンサー | 牡4            | JRA            | 2:44.8         | 川田将雅       | 角田晃一       | （株）吉澤ホールディングス     |
| 第21回 | 2021年12月23日 | ヴェルテックス     | 牡4            | JRA            | 2:45.4         | 横山武史       | 吉岡辰弥       | （有）シルクレーシング         |
| 第22回 | 2022年12月8日  | ペイシャエス       | 牡3            | JRA            | 2:15.1         | 菅原明良       | 小西一男       | 北所直人                       |
| 第23回 | 2023年12月21日 | ディクテオン       | 騸5            | JRA            | R2:12.4        | 岡部誠         | 吉岡辰弥       | （株）G1レーシング             |
| 第24回 | 2024年5月6日   | ノットゥルノ       | 牡5            | JRA            | R2:10.9        | 武豊           | 音無秀孝       | 金子真人ホールディングス（株） |
| 第25回 | 2025年5月6日   | サンライズジパング | 牡4            | JRA            | 2:13.2         | 坂井瑠星       | 新谷功一       | （株）ライフハウス             |

※ Rはコースレコードを示す。2022年度のタイムは、基準タイム扱い。

### 各回競走結果の出典
- 名古屋グランプリ 歴代優勝馬 - 地方競馬全国協会
- JBISサーチ
  - 2001年、2002年、2003年、2004年、2006年、2007年、2008年、2009年、2010年、2011年、2012年、2013年、2014年、2015年、2016年、2017年、2018年、2019年、2020年、2021年、2022年、2023年、2024年